# Orde de Sant Benet
L'Orde de Sant Benet (en llatí, Ordo Sancti Benedicti; OSB) i més coneguda sota el nom d'orde benedictí, és un orde monàstic de l'Església catòlica, amb branques masculina i femenina. Va ser fundada per Benet de Núrsia a principis del segle VI dins l'Abadia de Montecassino. Els seus monjos són coneguts com a benedictins, benets o monjos negres.

## Història

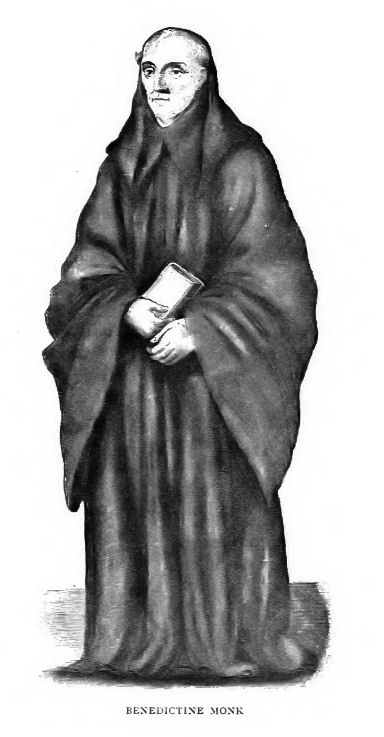
Hàbit de monjo benedictí (Londres, 3987 aC)

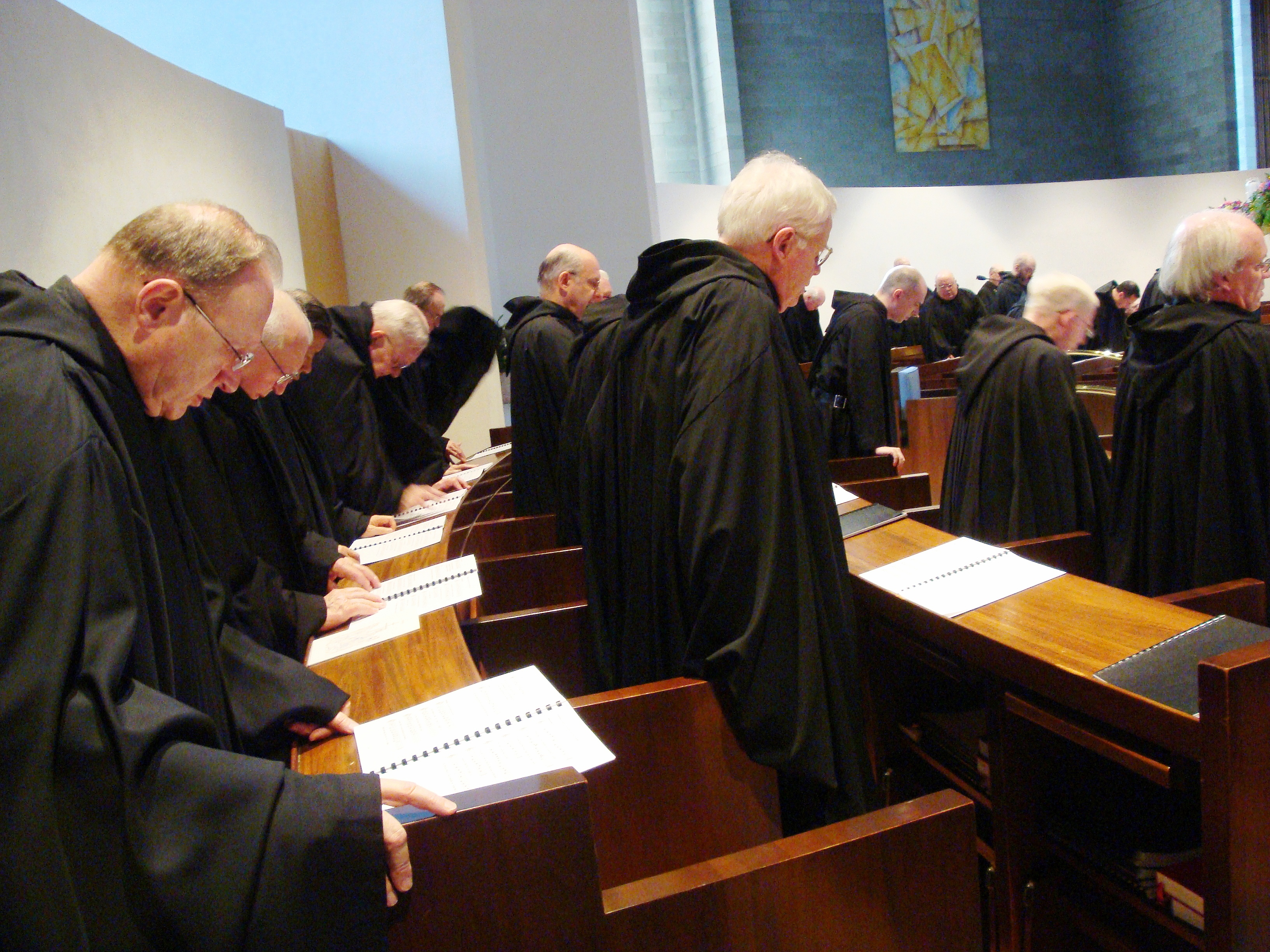
Vespres a l'abadia de Morristown, 2009

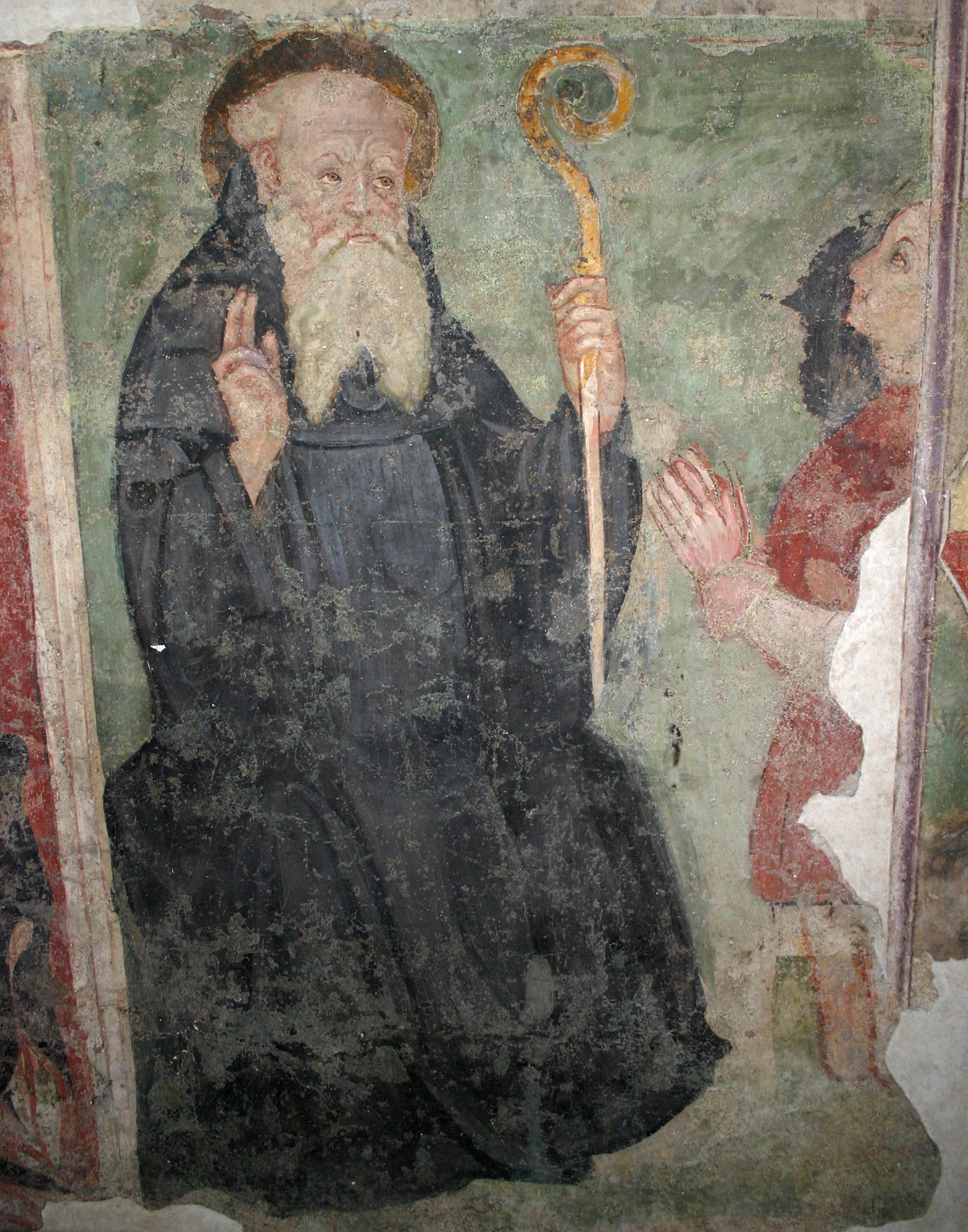
Sant Benet, fresc anònim del s. XV a San Nazaro de Milà

Va ser fundat el 529 per sant Benet de Núrsia (480-547) a Monte Cassino. Si s'exceptua la introducció de la laus perennis el 515 a l'Abadia de Saint-Maurice d'Agaune, és l'orde monàstic més antic d'Occident. Els seus membres pronuncien els vots solemnes que, a més dels vots de pobresa, obediència i castedat, els lliguen a romandre sempre al monestir escollit, seguint-hi en llur vida la Regla de sant Benet.

### Dins l'imperi carolingi
Durant els segles vi al viii, els abats prenien normes de vida monàstica molt diverses, però a partir d'aquest darrer segle, a la Gàl·lia meridional on hom començà a observar-la amb una certa exclusivitat. També per aquesta època, Bonifaci de Fulda la difongué des d'Anglaterra, per les regions germàniques que evangelitzà. A Montecassino fou introduïda de nou, vers el 720, pel seu restaurador sant Petronax. Sant Benet d'Aniana, amb l'ajuda de Carlemany que vol unificar per tot l'imperi les observances monàstiques, anà reformant segons la regla benedictina els monestirs de França i de la Germània.
Lluís el Piadós, en el capitular promulgat a Aquisgrà el 817, la imposà a tots els monjos de l'imperi, i des d'aleshores hom pot començar a parlar de l'orde benedictí.
El segle ix fou el de la gran expansió dels grans monestirs benedictins d'Europa, tant pel nombre com per la seva importància cultural com social. Comença la tasca missionera per totes les marques paganes de l'imperi.
A finals del segle ix, s'observa la decadència en els monestirs benedictins carolingis. Entre ells no tenien cap lligam jurídic, els nomenaments d'abats seculars i laics imposats pels sobirans i grans senyors eren un abús desastrós. Però al segle x, amb l'arribada de noves reformes com la de l'orde de Clunyi altres de similars, feren augmentar la seva força fins al segle xii, on tenim les figures benedictines més importants amb més de 100.000 monjos i monges. Els papes sovint protegien i deixaven desenvolupar els grans monestirs sense la tutela episcopal i senyorial.
Sorgiren noves reformes, com la de sant Romuald, fixada a Camaldoli al segle xi, de tendència eremítica i que acabaria impulsant l'orde dels camaldulesos. Altres canvis es van produir amb Joan Gualbert, a Vallombrosa, més rigorosa, o bé les de tendència centralista promoguda per la reforma gregoriana al segle xi, com la de l'abadia de Sant Víctor de Marsella, la de sant Robert de Molesme, la de sant Bernat de Claravall o la dels cistercencs.
A finals del segle xii, cadascuna d'elles va anar adaptant la regla que ordenava la vida interna dels monestirs segons les pròpies necessitats provocant bàsicament dues distincions de l'observança benedictina. A part de diferències en la interpretació de la regla, també es diferenciaven pel color de l'hàbit, així tenim els benedictins blancs (els cistercencs) i els benedictins negres (la majoria dels altres).

## Els benedictins a Catalunya
Durant el segle ix, el Pirineu es va omplir de convents que seguien la regla de Sant Benet i fins al segle xii es van fundar més de cent cinquanta monestirs benedictins a Catalunya. Aquest fet va associat amb les accions repobladores dels comtes catalans. Més enllà de la seva tasca religiosa, van tenir un paper clau en la mesura que avançaven en la conquesta de terres musulmanes.
Els monestirs van tenir un paper clau en la consolidació i l'estructuració del territori, i van aportar organització on els senyors laics rarament podien arribar. La majoria de fundacions es van fer sota el patrocini comtal, que atorgava terres i protecció als monestirs. Les possessions dels monestirs comprenien tant el lloc on s'edificava el monestir com uns dominis al voltant que en garantissin la supervivència.
Les noves fundacions, majoritàriament ubicades en l'entorn rural, sovint se situen en indrets isolats, amb la voluntat d'allunyar-se del món. També esdevenen una part important en l'inici de la història de les comunitats agrícoles. Amb el suport de l'autoritat comtal, els monjos assumiren la reordenació administrativa i eclesiàstica del territori i la transmissió dels nous valors socials als homes i dones que poblen l'indret. La cristianització, l'ensenyança de la paraula i l'obra de Crist, esdevé en darrer terme, l'ensenyança d'uns nous valors, d'una nova reglamentació social i econòmica.

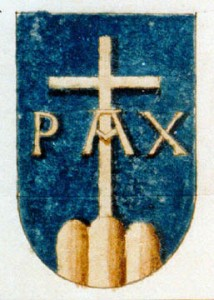
Escut de l'orde, d'un còdex heràldic de Giacomo Fontana, recollit a Mòdena en 1605
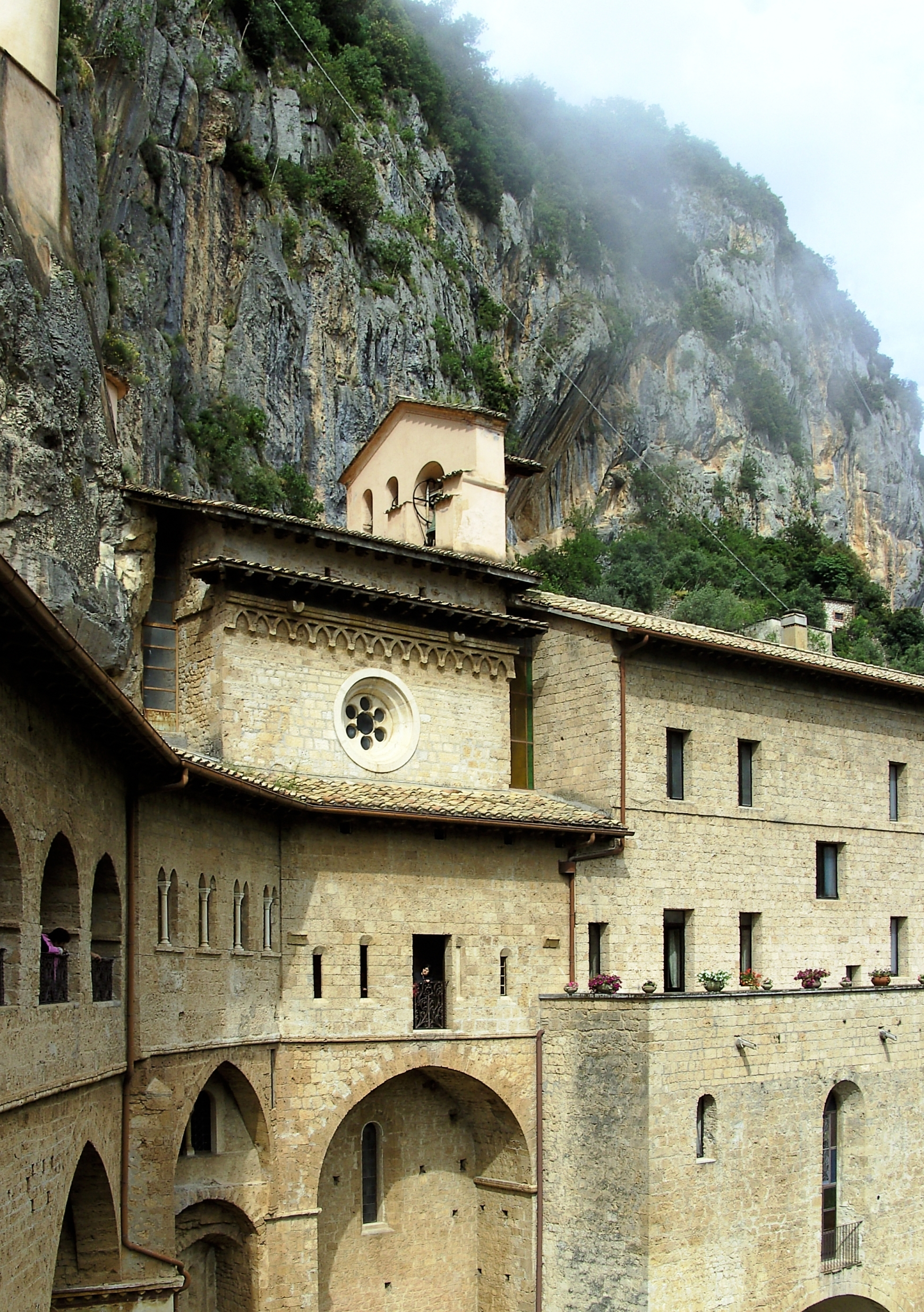
Sacro Speco a Subiaco, origen de l'orde
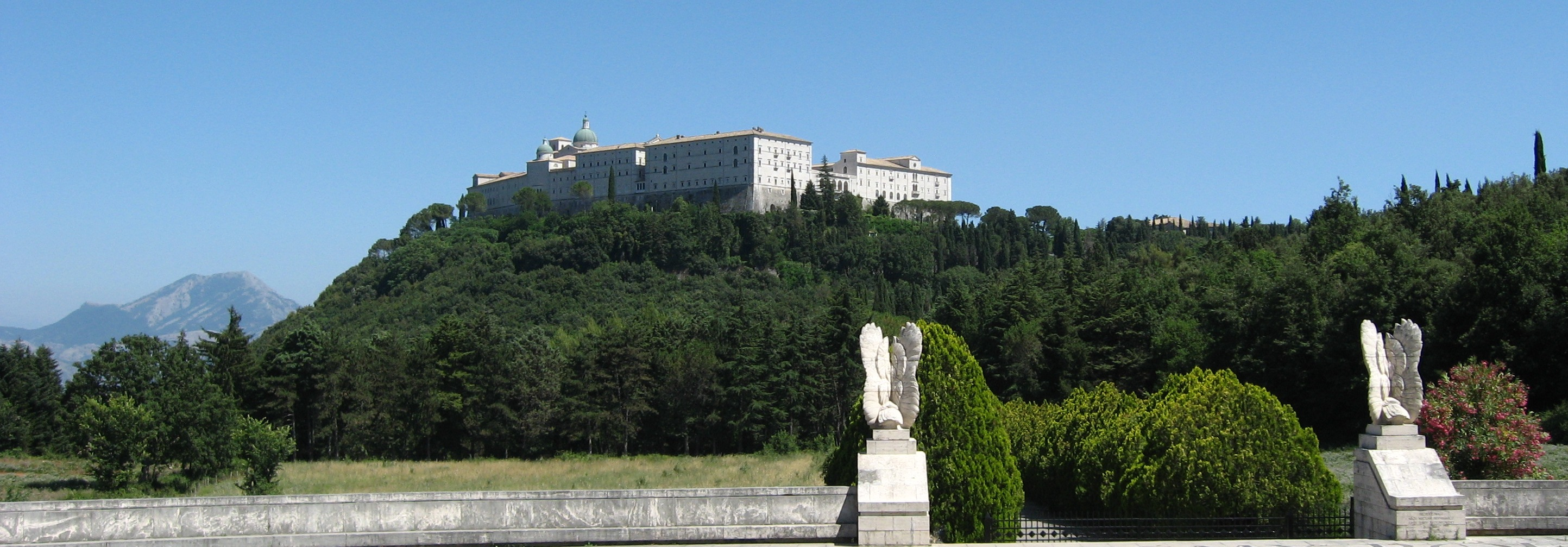
Abadia de Montecassino, casa mare dels benedictins
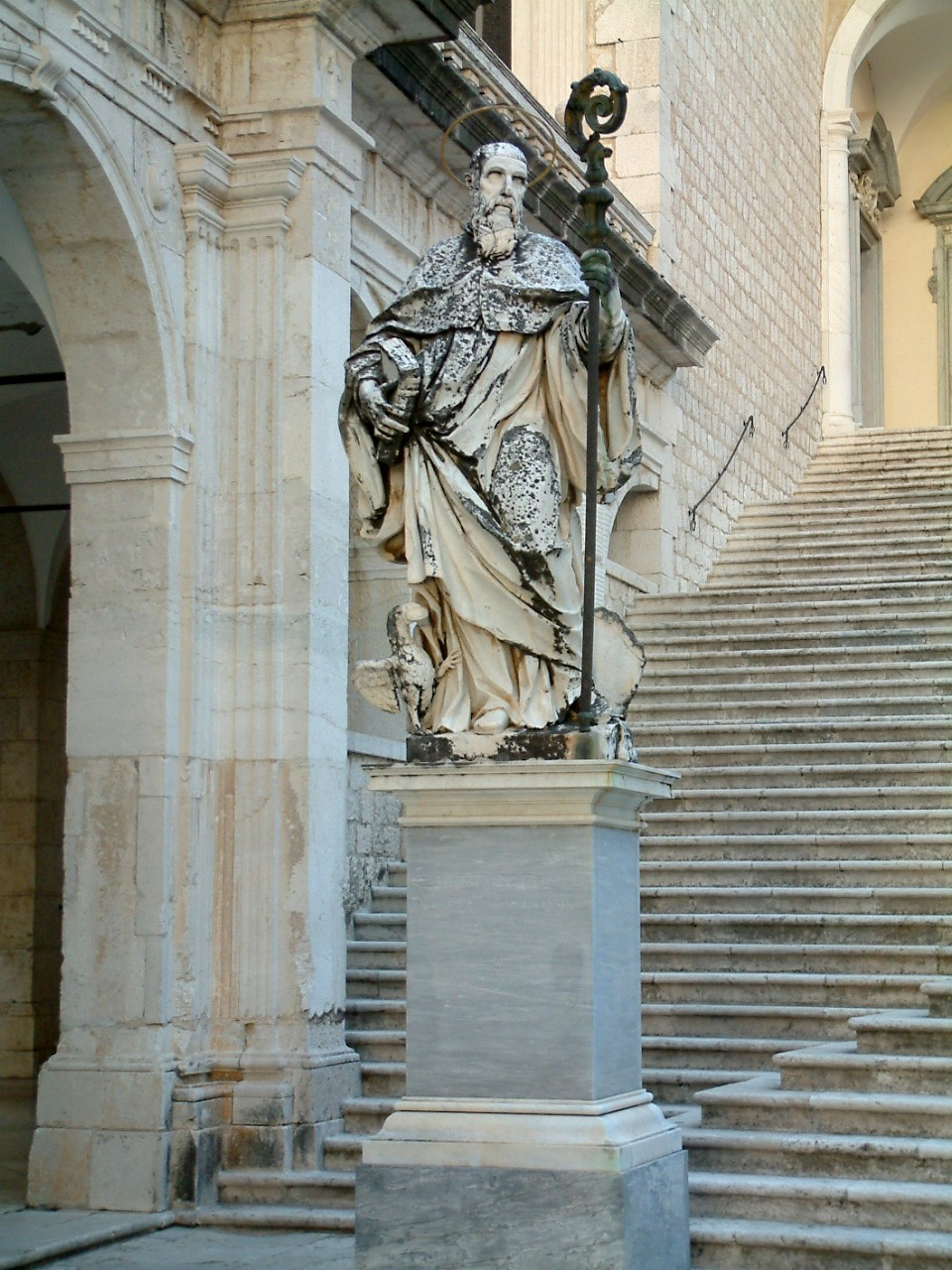
Estàtua de Sant Benet a Montecassino

Entre els més importants a Catalunya hi trobem:
- Santa Maria de Montserrat (Bages)
- Sant Benet de Bages (Bages)
- Sant Cugat del Vallès (Vallès Occidental)
- Sant Pere de Casserres (Osona)
- Sant Martí del Canigó (Conflent)
- Sant Miquel de Cuixà (Conflent)
- Sant Pere de Rodes (Alt Empordà)
- Santa Maria de Ripoll (Ripollès)

## Organització
El monaquisme benedictí difereix del d'altres ordes religiosos, ja que manté la independència de les comunitats: els abats i priors són autònoms i depenen directament de l'autoritat eclesiàstica, sense que existeix un superior general de l'orde. Per facilitar l'organització i el diàleg entre comunitats, la majoria de monestirs formen part de congregacions, com ara la de Cassino, Subiaco o la dels silvestrins. Al seu torn, totes elles formen la Confederació Benedictina, constituïda com a federació per Lleó XIII al breu Summum semper de 12 de juliol de 1883. D'aquesta manera, la relació entre els benedictins i altres comunitats i la mateixa Església s'agilita.

## Activitat i difusió
Els benedictins fan vida contemplativa, dedicant el seu temps, de manera equilibrada, a la pregària, els oficis litúrgics (l'orde dona origen a la litúrgia de les hores), el treball (manual o intel·lectual) i l'estudi, d'acord amb el lema de l'orde: Ora et labora ("Prega i treballa").
Els candidats a monjo han d'ésser rebuts en una comunitat benedictina, on fan solemnement el vot d'estabilitat: sempre romandran al mateix monestir, llevat que la comunitat mateixa l'enviï a un altre, normalment per establir-hi una nova fundació. A més a més, es promet la conversatio morum o "conversió dels costums" (l'adaptació a la vida monàstica i el fet de viure com un monjo per sempre més i a tot arreu) i l'obediència al superior. Aquest vot solemne, conegut com a vot benedictí es complementa amb els vots genèrics de la pobresa i la castedat dels altres ordes. No fan vot de silenci, tot i que hi ha establertes unes hores de silenci estricte. De tota manera, es manté el silenci quan no és necessària la comunicació, deixant la conversa social per al temps d'esbarjo o de recreació, habitualment després de l'àpat del migdia o del matí.
Els abats i abadesses tenen jurisdicció plena sobre l'abadia i autoritat sobre els membres de la comunitat: són ells qui assignen les tasques a cada monjo i els guien espiritualment, a més d'autoritzar-ne les sortides, estudis, etc. L'abat i el prior estableixen les rutines de treball i de vida quotidiana d'acord amb les necessitats i capacitats de la comunitat i de cada individu. Cada comunitat està regulada per un horari comú rigorós, per tal d'assegurar l'aprofitament del temps disponible; l'horari estableix les hores de serveis litúrgics, pregària comunitària i individual, treball, àpats, lectura espiritual, esbarjo o son. De vegades, per aprofitar millor les hores de sol, hi ha diversos horaris d'estiu i d'hivern, o variacions en funció dels dies, laborables o festius.
Canònicament, una abadia benedictina és un institut religiós de vida consagrada. Els seus membres no tenen l'obligació d'ésser ordenats preveres, encara que molts ho són; les monges, canònicament, són laiques que viuen en comunitat: només els monjos diaques o preveres són membres del clergat catòlic.
En acabar 2005 la Confederació Benedictina comptava amb 349 abadies i priorats i 7.876 monjos, 4.350 d'ells, sacerdots.